# Acuario de agua salada

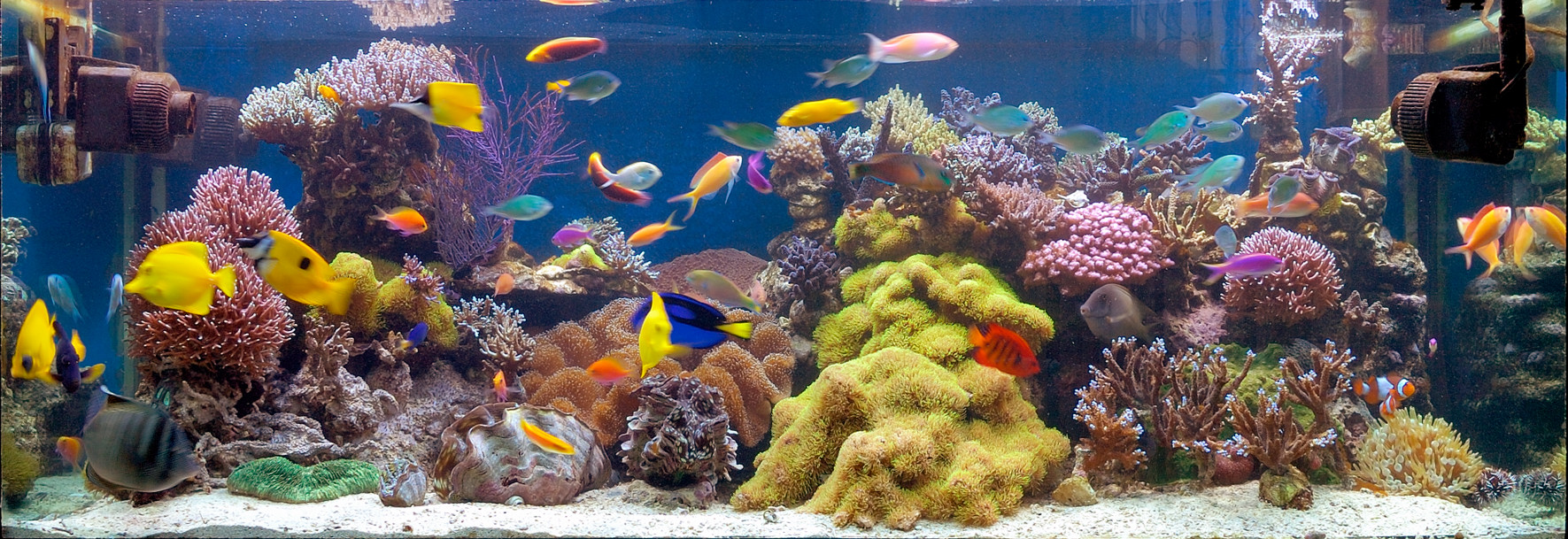
Acuario de agua salada.

Un acuario de agua salada o acuario marino es un acuario que contiene una o más especies de organismos acuáticos de agua salada con fines decorativos, de mascotas o de investigación. Los acuarios marinos sulen ser clasificados en aquellos que únicamente tienen peces, aquellos que contienen tanto peces como roca viva, y los acuarios de arrecife, que contienen además a más especies de animales. Los acuarios que solo contienen peces a menudo exhiben especies de peces marinos grandes o agresivos y generalmente dependen de la filtración mecánica y química. Los acuarios de agua salada suelen utilizar roca viva, un material compuesto de esqueletos de coral que albergan bacterias beneficiosas que metabolizan los desechos de nitrógeno, como un medio de filtración biológica más natural.
La acuariofilia marina es diferente a la de agua dulce, debido a las diferencias fundamentales en la constitución del agua salada y las diferencias resultantes en la adaptación de sus habitantes, por lo que los acuarios de agua salada son más complicados de mantener que los de agua dulce. Un acuario marino estable requiere más equipo que los sistemas de agua dulce y, en general, requiere un control más estricto de la calidad del agua. Además, las especies habitantes de los acuarios marinos suelen ser difíciles de adquirir y suelen ser más caros que los habitantes de un acuario de agua dulce.

## Historia

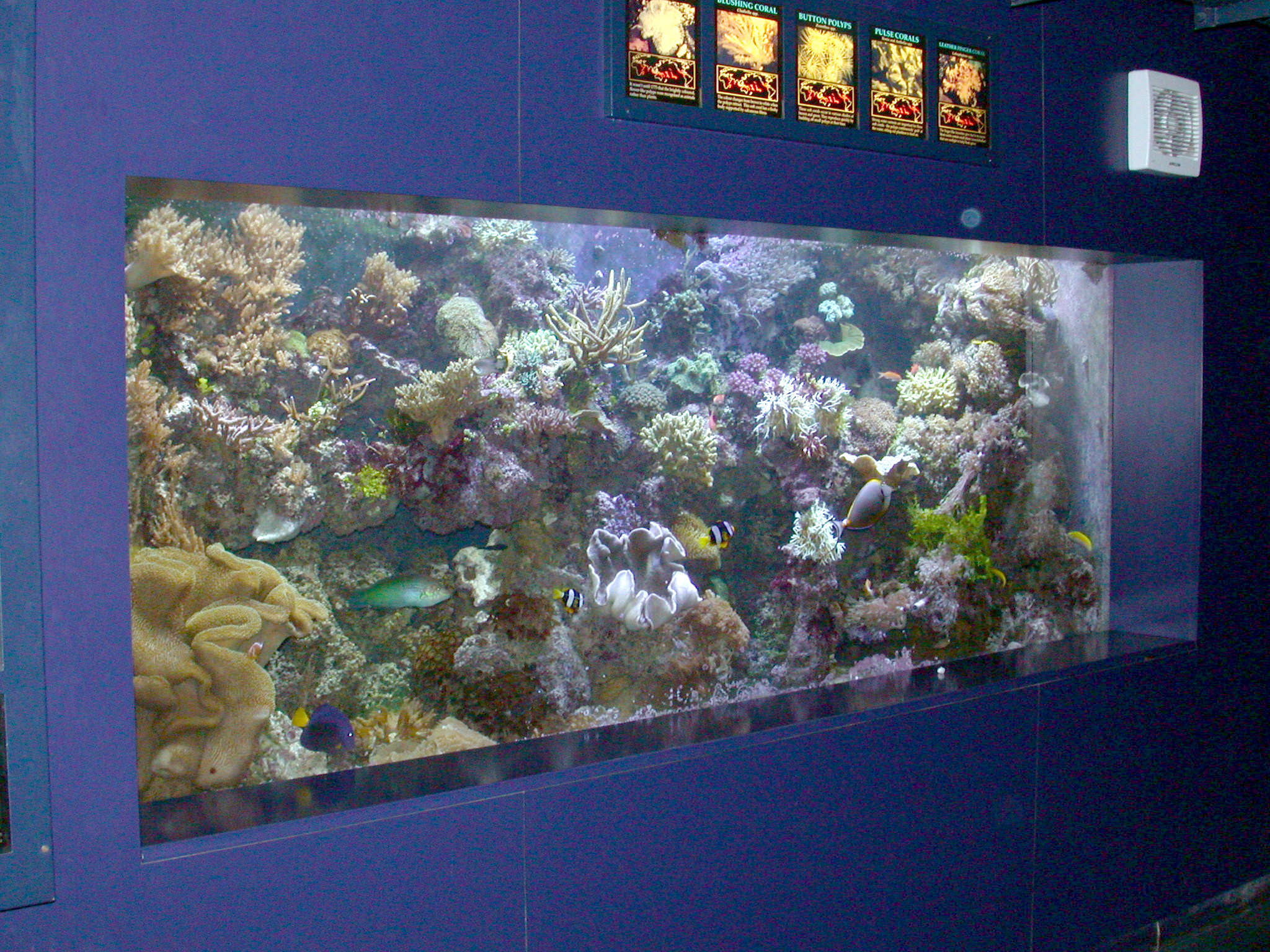
Acuario marino de biotipo de arrecife en el Acuario de Londres

Los primeros acuarios de agua salada consistían en frascos de vidrio donde los romanos solían mantener las anémonas al aire libre, aunque estos métodos duraraban muy poco. En 1846, la zoóloga británica Anna Thynne consiguió mantener corales duros y algas marinas durante casi tres años en cautiverio, y fue acreditada como la creadora del primer acuario marino equilibrado en Londres.
La cría personal de peces de agua salada comenzó a una escala más amplia en la década de 1950, comenzando con los acuarios de vidrio rectangulares básicos (generalmente de 20 galones), que siguen siendo populares en la actualidad. El coral blanqueado junto con un sustrato de coral triturado grueso eran la norma. Las algas, incluidos los tipos beneficiosos como las algas coralinas, se consideraron negativas y, en general, se eliminaron. Los tanques limpios y estériles fueron vistos como más saludables.
Durante los primeros días de los acuarios marinos, comúnmente se recolectaba agua salada de las playas. Sin embargo, el agua salada natural contiene muchos organismos y contaminantes no deseados. La literatura de acuarios de la época sugiere que los peces marinos que se criaban con mayor frecuencia eran el pez payaso pércula, el sargento mayor damisela, el pez globo y los pingos, los blénidos y los peces damisela. Los acuarios estaban equipados con grandes compresores de aire y estaban muy aireados y filtrados (principalmente con filtros de grava, una norma durante algún tiempo).
Un número cada vez mayor de aficionados que experimentan el inconveniente de recolectar agua de mar natural y el desarrollo simultáneo de técnicas de química analítica llevaron a investigar la composición química del agua de mar. Se desarrollaron mezclas de sales sintéticas para replicar el entorno químico del océano tropical, incluidos los oligoelementos y las sales. Este avance hizo popular la acuicultura marina en áreas sin acceso a agua de mar limpia.
En Alemania se inventaron skimmers de proteínas a contracorriente impulsados por aire y calentadores eléctricos sumergibles confiables. Varios avances en filtración incluyeron filtros de goteo y colgantes, ambos permitiendo un equilibrio más natural en el ambiente del acuario. El avance de las tecnologías de iluminación fluorescente para proporcionar un mayor rendimiento, junto con la iluminación de halogenuros metálicos, permitió la creación de los primeros tanques de arrecife, lo que ha hecho posible mantener corales y otros invertebrados sin luz solar natural.

Las pruebas químicas más eficientes permitieron a los acuaristas comprender las propiedades químicas de los acuarios. En la década de 1980, una comprensión basada en la biología de cómo mantener un entorno oceánico artificial trajo una piscicultura marina más exitosa y generalizada.

## Acuariofilia moderna

### Componentes de acuarios marinos
Los componentes principales son un acuario, generalmente hecho de vidrio o acrílico, equipo de filtración, iluminación y calentador. Los acuarios marinos pueden variar en volumen desde menos de 80 litros hasta más de 1200 litros. Los volúmenes pequeños son más difíciles de mantener debido a los cambios más rápidos en la química del agua. La mayoría de los acuarios de agua salada tienen entre 160 y 400 litros (40 y 100 galones estadounidenses).

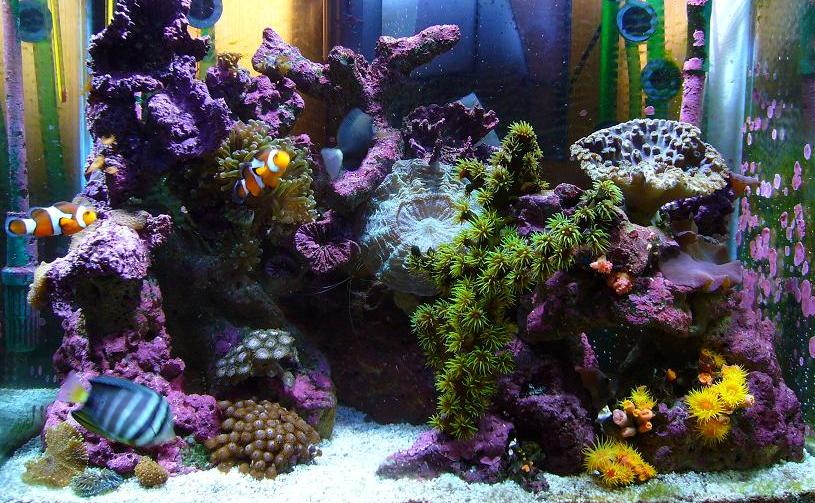
Un acuario marino de arrecife pequeño.

### Tipos de acuarios marinos
Los acuaristas marinos suelen dividir los acuarios de agua salada en los que albergan peces únicamente, los que albergan peces con roca viva, y los diseñados principalmente para albergar corales y otros invertebrados (también conocidos como acuarios de arrecife). Muchos aficionados a los peces también dividen los tipos de tanques de agua salada según la temperatura del agua a la que se mantienen.

#### Marino tropical
El tipo más común de pecera de agua salada, la pecera marina tropical, alberga animales marinos de climas tropicales. Por lo general, se mantiene entre 24 a 28 grados Celsius (75,2 a 82,4 °F), estos tanques incluyen tanques de arrecifes tropicales, así como tanques solo para peces. Estos tanques tienden a tener una baja concentración de plancton microscópico y otros alimentos que comen los filtradores. La mayoría del ganado para estos acuarios se adquiere a través de medios comerciales.

#### Marino templado

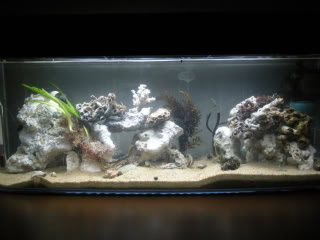
Un acuario marino templado.

Uno de los tipos de peceras más oscuros, este tipo de acuario contiene peces de climas templados, con temperaturas que oscilan entre 10 a 24 grados Celsius (50,0 a 75,2 °F) . Se pueden encontrar especies coloridas como el pez vaca ornamentado, los blénidos y las anémonas de mar. Las anémonas y los invertebrados de aguas templadas rivalizan fácilmente con sus contrapartes tropicales. La mayoría de las especies coloridas se encuentran en el Pacífico occidental y la costa oeste de América del Norte. El mantenimiento de estos tanques es similar a mantener un tanque solo para peces con roca viva o un acuario tropical no fotosintético.
Existe una importante diversidad de especies. Dado que los arrecifes de coral de agua fría solo se encuentran a grandes profundidades, la mayoría de los aficionados se limitan en gran medida a los peces, las anémonas de mar, los crustáceos, los equinodermos, los moluscos y los gusanos plumeros. Se pueden encontrar algunos corales a bajas profundidades. Dado que hay muy pocos peces e invertebrados de agua fría disponibles comercialmente, los aficionados generalmente tienen que adquirir especímenes físicamente, aunque recientemente se han comercializado más especímenes de la costa oeste de los Estados Unidos, así como de Japón, Australia y el Reino Unido. Los métodos más comunes de adquisición son el curricán o la red, y los aficionados experimentados utilizan el movimiento de las mareas y métodos de búsqueda para encontrar ciertas especies. A diferencia de los peces tropicales disponibles comercialmente, cuyos patrones de comportamiento y compatibilidad con los tanques han sido bien documentados en las últimas cinco o seis décadas, los peces de agua fría se han mantenido en acuarios públicos y privados durante más de dos siglos y se ha recopilado mucho conocimiento ictiológico para mantenerlos.
Muchos peces de zonas templadas tienen requisitos dietéticos locales específicos, mientras que otros comerán casi cualquier crustáceo o alimentos congelados. Algunos peces no deben mantenerse con peces lo suficientemente pequeños como para caber en su boca, cangrejos o moluscos. Del mismo modo, algunos cangrejos no se pueden mantener con algunos moluscos, mientras que otros peces, cangrejos, moluscos y equinodermos pueden ser compatibles entre sí. Se necesita experiencia antes de que uno pueda medir con éxito la compatibilidad de los peces e invertebrados en el área de uno. Debido a que es un pasatiempo tan localizado en los Estados Unidos, no mucha gente sigue la ruta de los tanques locales, que son mucho más populares en Europa.

### Marino de roca viva
La roca viva es aquella que ha estado en el océano, compuesta de piedra caliza y esqueleto de coral en descomposición, generalmente alrededor de un arrecife de coral como los que se encuentran alrededor de Fiji, y generalmente está cubierta con algas beneficiosas, coralina y diminutos invertebrados y bacterias que son deseables en el acuario. . Algunos ejemplos de la microfauna que se encuentra comúnmente en la roca viva son los cangrejos, los caracoles, los plumeros, las estrellas quebradizas , las estrellas de mar, las lapas, los abulones y, ocasionalmente, los erizos de mar, las anémonas de mar, los corales y las esponjas de mar . Además, si el aficionado no tiene suerte, una gamba mantis. Los gusanos de cerdas también son comunes, la mayoría de los cuales, aunque poco atractivos, no son dañinos y son carroñeros útiles; sin embargo, algunas especies pueden ser plagas. La adición de roca viva es una de las mejores formas de asegurar un acuario saludable, ya que la roca proporciona un amortiguador para mantener un pH alto (8,0-8,3), alcalinidad y capacidad neutralizadora de ácidos. La alcalinidad a menudo se conoce por un término bastante confuso, " dureza de carbonato ", o KH. Esto generalmente se mide en "grados" (dKH) o meq/L.
La microfauna que se encuentra en la roca viva son detritívoros y herbívoros (ya que comen algas y desechos de pescado), y proporcionan a los peces un refugio natural y atractivo. La roca viva suele llegar de los comerciantes en línea como "sin curar" y debe ponerse en cuarentena en un tanque separado mientras se somete al proceso de curado, lo que implica la muerte inevitable de algunos de los habitantes de la roca y la posterior producción de amoníaco y nitrito indeseables. La roca viva que ya está curada está disponible en la mayoría de las tiendas de mascotas que venden agua salada. La arena viva es similar a la roca viva y es igualmente deseable.
A veces, los aficionados usan la llamada "roca seca", que es simplemente roca viva vieja a la que se le ha permitido secarse y perder a la mayoría de sus habitantes vivos, para mantener las plagas no deseadas fuera de sus acuarios y como una alternativa económica a la roca viva. .

### Filtración

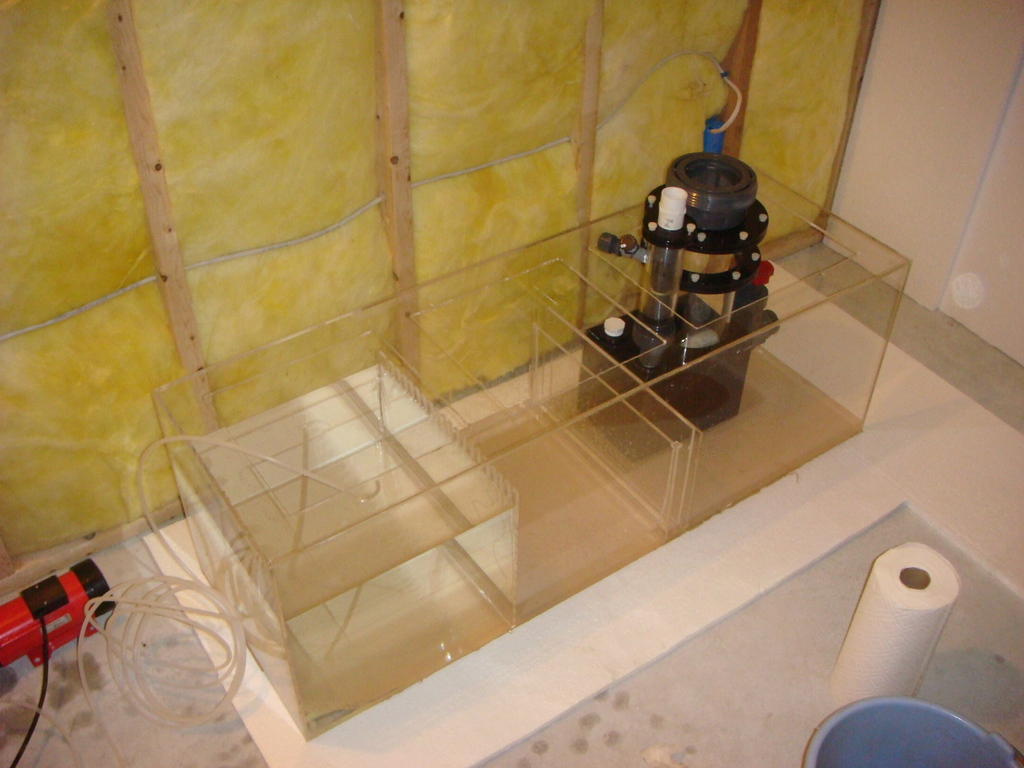
Un nuevo sumidero con tres compartimentos que incluye un skimmer de proteínas.

En general, los acuarios marinos tienen requisitos de filtración más complejos que la mayoría de los acuarios de agua dulce . Los diversos componentes incluyen frecuentemente filtros húmedos y secos. El desnatado de proteínas también se utiliza en el popular método de Berlín que se basa en rocas vivas y cambios parciales periódicos de agua para degradar y eliminar los productos de desecho. El método de Berlín requiere grandes cantidades de roca viva en el acuario.
Muchos acuarios marinos incluyen un sumidero, que es un recipiente externo conectado al acuario principal con una bomba de agua. En la mayoría de las configuraciones, el sumidero está ubicado debajo del acuario y recibe agua del tanque principal a través de un rebosadero. Un desbordamiento en su forma más simple es un orificio redondo perforado en la parte superior del tanque, conectado a través de una tubería a una salida debajo de este. A medida que el nivel del agua aumenta más allá de la altura del desbordamiento (vertedero), el agua "desborda" el tanque y cae al sumidero que se encuentra debajo. Es típico tener panales altos en el borde del rebosadero para que los peces no salten dentro. La circulación del agua es impulsada por una bomba de agua en el sumidero, que empuja el agua hacia el tanque, lo que hace que fluya más agua y perpetúe el ciclo. El uso de un sumidero tiene muchas ventajas, tanto para la apariencia como para la salud del tanque. El sumidero ayuda a la apariencia del tanque, ya que permite mantener los equipos de filtración y mantenimiento (skimmer de proteínas, calentador, carbón activado) fuera de la vista del tanque principal. También asegura que el nivel del agua del acuario principal nunca cambie, ya que el desbordamiento establece el nivel del agua en el tanque principal. El sumidero ayuda a la salud del tanque al ayudar a oxigenar el agua al aumentar la cantidad de superficie de agua/aire utilizada para el intercambio de gases.
Algunos acuarios marinos también incluyen un refugio. Los refugios son pequeños recipientes o acuarios que se ocultan detrás o debajo del acuario principal y se conectan a él a través de una bomba de agua (a menudo de manera similar a un sumidero). Los refugios se han vuelto bastante populares recientemente entre los acuaristas de arrecifes porque pueden usarse para varios propósitos, como agregar volumen de agua o proporcionar un sitio libre de peces para la filtración biológica en roca viva y/o lecho de arena. Los refugios libres de peces albergan poblaciones de copépodos, anfípodos, isópodos y otros zooplancton.

### Iluminación
La iluminación cíclica regular se utiliza en acuarios para simular el día y la noche. Esto es beneficioso para los peces e invertebrados ya que establece una rutina, les permite descansar y les hace sentir más seguros. Además de establecer una rutina, muchos invertebrados, como los corales y las anémonas, necesitan iluminación de alto rendimiento para sobrevivir. La iluminación en tanques marinos que contienen solo peces y rocas vivas no es un tema importante.
En acuarios marinos que contienen corales u otros invertebrados fotosintéticos, donde se desea el crecimiento de algas (tanto de algas de vida libre como simbióticas), se requiere una iluminación más intensa. Dado que la intensidad de la luz variará según la fuente y la distancia desde la fuente, los requisitos de iluminación a veces se describen utilizando una medida llamada Radiación Fotosintéticamente Disponible, o PAR.
Varias fuentes de luz incluyen, entre otras: luz solar natural, fluorescente, fluorescente VHO (muy alto rendimiento), fluorescente T-5, fluorescente compacta, LED y halogenuros metálicos. Cada tipo de iluminación tiene sus propias ventajas y desventajas. Todos varían en costo inicial, costo de mantenimiento, espectro obtenible, longevidad, eficiencia y potencia.

#### Luz solar natural
La fuente de iluminación más primitiva es la luz solar natural. Esto solo es efectivo en áreas cercanas al ecuador porque la intensidad de la luz solar es mayor allí. El uso eficiente de la luz solar natural requiere una planificación compleja y, como tal, este método se aplica solo en los sistemas de arrecifes más grandes. Muchas veces se evita la luz solar natural debido al bajo espectro de iluminación que tiene. El tinte amarillo a menudo es indeseable y se cree que fomenta las algas problemáticas, aunque los estudios muestran que no es así.[cita requerida]
Las lámparas incandescentes se han ido eliminando a lo largo de los años. Son un desperdicio de energía, produciendo entre 15 y 30 lúmenes por vatio de potencia (de los 683 lúmenes por vatio posibles para una fuente de luz ideal). Se pueden encontrar muchas veces en campanas de luces de acuarios más antiguas. Se queman con frecuencia, emiten mucho calor y normalmente no tienen un espectro apropiado asociado con ellos. La mayoría de las lámparas incandescentes se pueden reemplazar con bombillas compactas de rosca eficientes y comúnmente disponibles.

#### Fluorescente estándar
Los tubos fluorescentes estándar son las barras de luz comunes que se encuentran en los techos comerciales. La iluminación fluorescente tiene más temperaturas de color disponibles que son más adecuadas para acuarios que las de las bombillas incandescentes. También son más eficientes que las luces incandescentes, con un promedio de entre 90 y 95 lúmenes por vatio. La desventaja de las luces fluorescentes regulares es que no tienen la intensidad para penetrar en acuarios más profundos.

#### Fluorescente de mayor rendimiento
Hay varias variaciones mejoradas de la tecnología fluorescente. Los principales son de muy alta salida (VHO), fluorescentes compactas de potencia (PC) y T-5 de alta salida (HO).
Las lámparas fluorescentes VHO funcionan a niveles de potencia más altos, generalmente alrededor de tres veces el vataje estándar para una longitud de bombilla determinada. Tienen la ventaja de una alta salida de luz, pero las bombillas de mayor diámetro limitan la eficiencia de los reflectores y la cantidad de bombillas que se pueden colocar en la campana del acuario.
La iluminación de PC también es iluminación fluorescente de alta potencia, pero los tubos son más delgados y, a menudo, se doblan unos sobre otros para reducir el tamaño. La mayoría de las bombillas de bajo consumo de energía en forma de espiral disponibles comercialmente para la iluminación de la casa son bombillas fluorescentes compactas de potencia. Se recomienda reemplazar las bombillas de PC cada seis meses a un año para mantener el espectro de luz deseado.
Las luces T-5 HO son la variación más nueva de las luces fluorescentes. Se ejecutan a niveles de potencia ligeramente más altos que las lámparas fluorescentes estándar, pero se fabrican significativamente más delgadas que las bombillas fluorescentes estándar, lo que permite diseños de reflectores más eficientes que reciben más luz en el acuario. Los sistemas T-5 de mayor calidad a menudo igualan o superan la salida de luminarias VHO o fluorescentes compactas de potencia equivalente. En el lado negativo, la iluminación T-5 es el tipo de iluminación fluorescente más caro disponible. Muchas veces es mucho más barato por vatio, especialmente a largo plazo con el reemplazo de múltiples bombillas T-5, usar una configuración de luz de haluro metálico equivalente a una configuración T-5 si se requiere una salida de luz tan alta.
Todos los tipos de iluminación fluorescente ofrecen la misma eficiencia en lúmenes por vatio; es la forma de la bombilla y los reflectores lo que hace que sus salidas generales sean diferentes.

#### Halogenuros metálicos
Las luces de halogenuros metálicos son generalmente la iluminación de mayor potencia comercialmente disponible. Producen alrededor de 90-100 lúmenes por vatio de potencia. Esto es más o menos lo mismo que el fluorescente. La mejora con los haluros metálicos es que concentran esta salida de luz en un espacio muy pequeño, mientras que las luces fluorescentes iluminan uniformemente todo el acuario. Esto a menudo se conoce como iluminación de fuente puntual y es lo que causa el efecto visual ondulante en muchas configuraciones avanzadas de acuarios. Esta concentración de salida de luz aumenta la intensidad, lo que permite que las lámparas de halogenuros metálicos penetren la luz hasta los niveles más bajos de la mayoría de los acuarios. Los haluros metálicos están disponibles en muchas temperaturas de color, desde 6500 K hasta 20 000 K, aunque ocasionalmente se encuentran bombillas de hasta 50 000 K. Las desventajas de la iluminación de halogenuros metálicos son el costo inicial y el calor producido.
La mayoría de los accesorios de halogenuros metálicos son más caros que los sistemas fluorescentes, pero son necesarios para algunas configuraciones de arrecifes. Las lámparas de haluro concentran el calor y la salida de luz. La superficie de una lámpara en funcionamiento se calienta lo suficiente como para causar quemaduras de segundo o tercer grado al instante, por lo que esta tecnología de iluminación debe usarse con precaución. El calor producido también puede calentar el acuario a niveles inaceptables, lo que posiblemente requiera el uso de un enfriador para ciertas configuraciones de acuario.

#### LED
La adición más reciente a la lista de tecnologías de iluminación para acuarios es la iluminación LED. Estos tienen el potencial de ser mucho más eficientes que cualquier otra tecnología, pero no están completamente desarrollados. Los LED tienen la ventaja de ser una fuente de iluminación puntual, pero también se pueden ajustar a la mayoría de los niveles de potencia. Esto permite programaciones de iluminación más avanzadas, la simulación de cobertura de nubes o incluso tormentas eléctricas. Hasta ahora, los LED han encontrado uso principalmente como iluminación lunar en productos comerciales.
Los entusiastas del cuidado de los arrecifes también han comenzado a construir sus propias lámparas LED. El debate sobre su eficacia contra el coral aún no es concluyente, particularmente con respecto a su capacidad para emitir radiación UV, fundamental para obtener una gama vibrante de colores que la mayoría de las personas interesadas en la iluminación LED están buscando.
La iluminación LED también puede considerarse una de las opciones más eficientes energéticamente y de bajo impacto para iluminar un tanque de arrecife, con una expectativa de vida proyectada de siete años. La iluminación LED también ayuda a replicar el aspecto natural de la luz del sol porque la mayoría de las luces LED producen líneas brillantes como las que se encuentran en los arrecifes naturales.
La cantidad de emisores o luminarias LED puede variar mucho en función de estos y otros factores; muestras fotosintéticas que se mantienen, la energía de entrada perdida por el calor, el PAR de la luz a una cierta profundidad del agua del acuario y el espectro de luz (PUR) utilizado. Los espectros de luz que se asemejan más a la naturaleza serán los más eficientes. Esto incluye luz azul en espectros de aproximadamente 410 nm a 485 nm junto con espectros blancos (luz diurna) de 6500K a 14000K. Deben evitarse los emisores de luz blanca cálida con espectros más amarillos y verdes. Los resultados pueden oscilar entre 0,8 vatios por galón y 1,5 vatios por galón de un acuario de profundidad media.

#### Consideraciones generales de iluminación
Al considerar la iluminación para un acuario, generalmente hay dos factores a considerar: potencia y temperatura de color. Según el tipo de iluminación (es decir, fluorescentes, halogenuros metálicos, etc.), la potencia de la luz emitida puede variar considerablemente, desde decenas de vatios hasta varios cientos de vatios en un sistema de iluminación. El vataje, aunque no es indicativo del color, es equivalente a la potencia y esencialmente determina qué tan brillante brillará la luz. Debido a la dispersión de la luz en el agua, cuanto más profundo es el tanque, más poderosa es la iluminación requerida. La temperatura de color, medida en Kelvin (aunque de forma poco representativa) se refiere al color de la luz que emite la lámpara y se basa en el concepto de radiación de cuerpo negro. La luz del sol tiene una temperatura de color de aproximadamente 5900 K y los sistemas de iluminación con temperaturas de color >5000 K tienden a ser mejores para el cultivo de plantas tanto en entornos marinos como de agua dulce. La luz de 10.000 K aparece de color blanco azulado y enfatiza la coloración en peces y corales. Más arriba en el espectro hay bombillas de 14.000 K y 20.000 K que producen un tinte azul profundo que imita las condiciones de iluminación bajo el mar, creando un ambiente óptimo para los invertebrados y el ganado presentes.

### Control de temperatura
La mayoría de los habitantes de los acuarios marinos son endémicos de los arrecifes y aguas tropicales de África, el Sudeste Asiático y el Mar Rojo . Las temperaturas de los acuarios marinos deben imitar el entorno natural de los habitantes y, por lo general, se mantienen entre 23 a 28 grados Celsius (73,4 a 82,4 °F) . En regiones donde la temperatura ambiente es inferior a la temperatura deseada del acuario, generalmente se requiere el uso de un calentador de acuario. En algunas áreas donde la temperatura ambiente es mayor que la temperatura deseada, o para sistemas de agua fría, se utilizan dispositivos de refrigeración conocidos como "enfriadores" para enfriar el agua del acuario.

### Pruebas de agua
Los acuaristas marinos comúnmente analizan el agua del acuario en busca de una variedad de indicadores químicos de la calidad del agua. Éstas incluyen:
- La densidad relativa, una medida relativa de la densidad del agua, normalmente se mantiene entre 1,020 y 1,024 en acuarios con peces solamente, y entre 1,023 y 1,026 para acuarios que contienen invertebrados.[20]
- La salinidad debe estar entre 28 y 35 ppt, y los valores más altos son beneficiosos en los sistemas de arrecifes avanzados.[20] Debido a que la salinidad está, por definición, directamente relacionada con la gravedad específica, ambas pueden probarse con un hidrómetro o refractómetro económico.
- El PH debe mantenerse entre 8,1 y 8,3.
- El amoníaco debe estar cerca de cero.
- El nitrito debe estar cerca de cero.
- El nitrato debe estar muy por debajo de 10 ppm, pero lo mejor es cerca de cero.
- El fosfato debe estar por debajo de 0,3 ppm.
- La alcalinidad debería ser – a 4.5 meq / L. o 7 y 12 grados de dureza de carbonatos (dKH).[20][21]
- La concentración de cobre debe medirse y no superar los 0,15 ppm[22]
- El calcio debe estar alrededor de ~ 400 ppm[23]
- Los niveles de magnesio deben ser ~1250 - 1350 ppm[24]

El pH se puede elevar con un agente amortiguador disponible en el mercado o mediante sustratos ricos en calcio. Un reactor de calcio calibrado puede ayudar a mantener tanto el pH como la alcalinidad. El uso de agua purificada de una unidad de ósmosis inversa/desionización (RO/DI) puede evitar la fluctuación de KH y pH.
El ciclo del nitrógeno se refiere a la conversión de amoníaco tóxico en nitrito y finalmente en nitrato. Mientras que los desechos de los peces (orina y heces) y la materia en descomposición liberan amoníaco, la mayor parte del amoníaco liberado (aproximadamente el 60 %) en los acuarios marinos y de agua dulce se excreta directamente en el agua a través de las branquias de los peces. La nitrificación biológica (bacteriana) convierte el amoníaco en iones de nitrito, NO 2 -, y luego en iones de nitrato, NO 3 -. El nitrato es absorbido y asimilado fácilmente por las algas y los corales hermatípicos. Parte del nitrato se convierte mediante un proceso bacteriano anaeróbico en nitrógeno libre, pero este proceso es muy difícil de mantener. En el pasado reciente, la mayor parte del nitrato, que es menos tóxico para los peces y la mayoría de los invertebrados que los nitritos, se acumulaba en el agua hasta que se eliminaba físicamente mediante un cambio de agua. Sin embargo, muchos acuaristas marinos ahora emplean el uso de una sección especial del tanque o un tanque separado por completo, llamado "refugio". Un refugio es, como su nombre indica, un área protegida que comparte agua con el tanque principal o de exhibición. Los refugios generalmente contienen un lecho de arena profundo para permitir que se desarrollen zonas anóxicas dentro de ellos donde las bacterias anaeróbicas pueden convertir el nitrato en gas nitrógeno, un medio útil para la eliminación de nitrato. Se pueden cultivar y recolectar varios tipos de macroalgas del refugio como otro medio de exportación de nitrato. A medida que los refugios se vuelven más comunes en los acuarios marinos, los niveles de nitrato son fácilmente manejables incluso para el aficionado novato. El amoníaco y el nitrito deben analizarse con regularidad; cualquier nivel detectable (es decir, más de 0 ppm) puede ser indicativo de un problema. Los nitratos no deben exceder las 2 ppm en tanques de arrecife o las 20 ppm en tanques solo para peces. A veces es aceptable tener una pequeña cantidad de acumulación de nitrato, ya que algunos animales, especialmente los peces, son bastante tolerantes al nitrato. La mayoría de los corales, si bien son capaces de asimilar el nitrato, no pueden sobrevivir, y mucho menos prosperar, con altas concentraciones de nitrato.
Otras pruebas sugeridas incluyen las de calcio, alcalinidad de carbonato , magnesio y otros elementos traza. A menudo es beneficioso (y necesario) para el acuarista investigar los parámetros químicos del agua para el organismo específico que se desea.

### Aclimatación
La aclimatación es un proceso que se realiza cuando se agrega nueva vida marina a un acuario, particularmente para los invertebrados, que carecen de osmorregulación. Este proceso introduce lentamente a los organismos a la composición del agua del nuevo entorno, evitando el choque resultante de cambios repentinos en la química del agua. Hay varios métodos diferentes para hacer esto, incluido el uso de una línea de goteo, o de una taza medidora u otro dispositivo para mezclar lentamente el agua del tanque del acuario en un recipiente con el nuevo animal.
El método de aclimatación por goteo o línea de goteo es una forma segura y suave de introducir peces de agua salada en un acuario, y es bastante simple de realizar. Este procedimiento se puede utilizar para aclimatar todo tipo de animales marinos o de agua dulce. En primer lugar, se coloca el pez con toda el agua de la bolsa en un balde o recipiente de tamaño suficiente para que el pez quede razonablemente cubierto con el agua, y luego se coloca el balde en el suelo junto al acuario. Usando un tubo de línea de aire de plástico y una válvula de aire, se instala una línea de goteo de sifón desde el acuario hasta el balde. Se permite que el agua del tanque gotee lentamente en el balde, utilizando la válvula de grupo para ajustar la tasa de goteo, hasta que el agua que gotea en el balde sea igual a dos o tres veces el volumen original del agua de la bolsa. Después de probar el pH, la salinidad y la temperatura del agua en el balde para ver si estos parámetros coinciden con los del agua del tanque, el pez se retira suavemente y se coloca en el tanque.

### Cambios de agua
Los cambios de agua son un elemento básico del buen mantenimiento del agua salada. Más grandes (aproximadamente 200 galones americanos (757,1 L) ) los acuarios son mucho más estables y es posible que no sea necesario realizar cambios de agua si el ciclo del nitrógeno se ha establecido completamente en el tanque, aunque esta es una afirmación controvertida entre los acuaristas. Los cambios de agua se utilizan para mantener el equilibrio del calcio, la alcalinidad del carbonato y el magnesio, que se agotan rápidamente en un acuario de arrecife, al tiempo que mantienen los niveles de otros elementos traza y eliminan los solutos tóxicos que pueden acumularse de muchas fuentes diferentes y no pueden eliminarse por incluso métodos de filtración avanzados. Se necesitan suplementos (como el calcio) cuando los cambios regulares de agua por sí solos no pueden mantener los niveles adecuados, en particular los de calcio, carbonato y magnesio. Los cambios de agua implican eliminar una fracción del volumen total del acuario, reemplazando esa agua con agua salada nueva premezclada. El agua salada premezclada ha sido desclorada, generalmente con un aditivo como bisulfito o mediante filtración. El agua debe llevarse a la misma temperatura si se produce un cambio de más del 5 %. La salinidad debe coincidir con la del acuario, o dosificarse muy lentamente si se altera la salinidad. Se recomienda envejecer y airear el agua salada (como en un balde con un motor o una piedra de aire) como una buena práctica para permitir que el pH se estabilice.
El agua de reemplazo debe provenir de la misma fuente que el acuario, ya sea de ósmosis inversa (RO), desionizada (DI), destilada o de un suministro municipal, para evitar cambios drásticos en la química del agua. En los casos en los que se reemplaza una mezcla de sal a base de agua del grifo con una mezcla de sal a base de ósmosis inversa, el agua de reemplazo debe agregarse lentamente en el transcurso de varias horas para evitar que los habitantes del acuario sufran un shock osmótico . Sin embargo, los grandes cambios de agua no se recomiendan en circunstancias de rutina de todos modos, por lo que esto es realmente irrelevante. El agua municipal o del grifo no se recomienda para un acuario marino, ya que a menudo contiene altos niveles de nitratos, fosfatos y silicatos y otros sólidos disueltos que alimentan el crecimiento de algas molestas, en particular las diatomeas, que aparecen como algas en polvo de color óxido. y crece en la sobreabundancia de silicatos presentes en todas las aguas del grifo. Se recomienda el agua filtrada por un proceso de cuatro etapas que incluye componentes mecánicos, de carbón, de ósmosis inversa y desionizantes, ya que esto puede proporcionar la ruta más fácil para obtener agua absolutamente pura. Las unidades de filtración RO/DI de cuatro y cinco etapas se pueden obtener por tan solo $100 y son un medio rentable de convertir el agua del grifo en agua utilizable en un acuario marino.

## Conservación
Casi todas las especies mantenidas en acuarios marinos en este momento se capturan en la naturaleza, aunque los especímenes criados en tanques se están volviendo cada vez más comunes como una alternativa viable. La lista de peces de acuario marino, como el pez payaso, que se crían en cautiverio y están disponibles a escala comercial, está aumentando. A partir de un informe de 2019, había casi 400 especies conocidas criadas en cautiverio, 46 que se consideraban comúnmente disponibles. Se realiza mucha recolección en Indonesia y Filipinas, donde el uso de cianuro y otros métodos de recolección destructivos, aunque desaconsejados, es lamentablemente común. La mayoría de la roca viva también se cosecha en la naturaleza, y las restricciones recientes sobre esta cosecha en Florida han provocado un cambio hacia la roca de Fiji y la acuicultura. La roca natural, debido a que es creada por pólipos de coral, tarda muchos años, si no siglos, en formarse, y es un hábitat vital para innumerables especies marinas; por lo tanto, los conservacionistas han criticado la recolección a escala comercial de roca viva natural. Además, muchas especies de animales que se venden a los aficionados tienen requisitos dietéticos y de hábitat muy específicos que los aficionados no pueden satisfacer (por ejemplo, los lábridos del género Labroides o el ídolo moro); estos animales casi inevitablemente mueren rápidamente y tienen una esperanza de vida notablemente reducida en comparación con los especímenes salvajes. A menudo, estos requisitos ambientales específicos hacen que el color y la apariencia del ganado mal alojado sean deficientes. Estos problemas a menudo son minimizados por individuos y organizaciones con un interés financiero en el comercio. Los aficionados que apoyan la conservación deben comprar solo peces capturados con redes certificados (aunque puede ser difícil garantizar la legitimidad de tales afirmaciones) o peces criados en cautiverio, así como corales cultivados y para apoyar los esfuerzos legítimos de conservación de arrecifes. La mayoría de los corales se pueden "fragmentar", por lo que una porción de un coral cautivo más grande se separa y posteriormente se puede criar en un espécimen individual, lo que permite la propagación del coral dentro del acuario doméstico; el comercio de fragmentos ofrece una oportunidad fantástica para que los acuaristas marinos obtengan corales nuevos y únicos al mismo tiempo que limitan el impacto en el entorno natural. Deben evitarse las especies raras y aquellas sin un historial de mantenimiento exitoso en cautiverio.